# Kennedy Moretti
Kennedy Moretti (São Paulo, 1966) és un pianista i professor de música brasiler.
Ha cursat estudis superiors de piano a la Universitat de São Paulo, a l'Acadèmia Liszt de Budapest i a l'Escola Superior de Música de Viena. Ha impartit classes a l'Escola Superior de Música Reina Sofia i al Conservatori Superior de Música de Salamanca. Actualment és professor de música de cambra al Conservatori Superior de Música d'Aragó (Saragossa), a l'Institut Internacional de Música de Cambra de Madrid i a l'Escola Superior de Música de Catalunya (ESMUC).